# Amphiodia debita
Amphiodia debita är en ormstjärneart som beskrevs av Jean Baptiste François René Koehler 1922. Amphiodia debita ingår i släktet Amphiodia och familjen trådormstjärnor. Inga underarter finns listade i Catalogue of Life.